# Дэннет, Пол
Пол Дэннетт (англ. Paul Dennett; род. Уоррингтон, Чешир, Англия) — британский политик, занимающий должности мэра Солфорда с 2016 года и заместителя мэра Большого Манчестера с 2021 года. Член Лейбористской партии.

## Ранняя жизнь
Пол Дэннетт родился в Уоррингтоне и вырос в рабочей семье. Открыто заявляет о своей гомосексуальности. Его отец работал на электростанции и был активным профсоюзным деятелем, а мать была домохозяйкой и уборщицей. Позже его родители управляли пабом The Engine в Прескоте, Мерсисайд. Учился в начальной школе Park Road и средней школе Great Sankey High School, после чего работал в службе поддержки клиентов в колл-центре BT.
Получил степень бакалавра в области международного бизнеса в Университете Ольстера, степень магистра в области управления человеческими ресурсами и производственных отношений в Манчестерской бизнес-школе и степень магистра исследований в социальных науках в Манчестерском столичном университете. Во время учёбы в университете Дэннетт работал консультантом по управлению человеческими ресурсами и преподавателем в бизнес-школе Манчестерского столичного университета.

## Карьера
Пол Дэннетт вступил в Лейбористскую партию в 2007 году. Был избран мэром Солфорда 5 мая 2016 года, сменив Иана Стюарта, также из Лейбористской партии, и был переизбран в 2021 году.
Как мэр Солфорда, также является членом Объединённого управления Большого Манчестера, курируя портфель "Здоровая жизнь и бездомность", а с декабря 2021 года занимает должность заместителя мэра Большого Манчестера.
Ранее Дэннетт был местным советником от округа Лэнгворти в Солфорде и является членом профсоюзов Unite и UCU.